# Louveciennes
Louveciennes è un comune francese di 7 434 abitanti situato nel dipartimento degli Yvelines nella regione dell'Île-de-France.

## Monumenti e luoghi d'interesse
- Castello di Louveciennes

## Società

### Evoluzione demografica
Abitanti censiti